# Traunsteinera
Traunsteinera är ett släkte av orkidéer. Traunsteinera ingår i familjen orkidéer.
Kladogram enligt Catalogue of Life:
| Traunsteinera | \| \| Traunsteinera globosa \| \| \| \| \| \| Traunsteinera sphaerica \| \| \| \| |
|               | \| \| Traunsteinera globosa \| \| \| \| \| \| Traunsteinera sphaerica \| \| \| \| |
|               | Traunsteinera globosa                                                             |
|               |                                                                                   |
|               | Traunsteinera sphaerica                                                           |
|               |                                                                                   |

## Bildgalleri

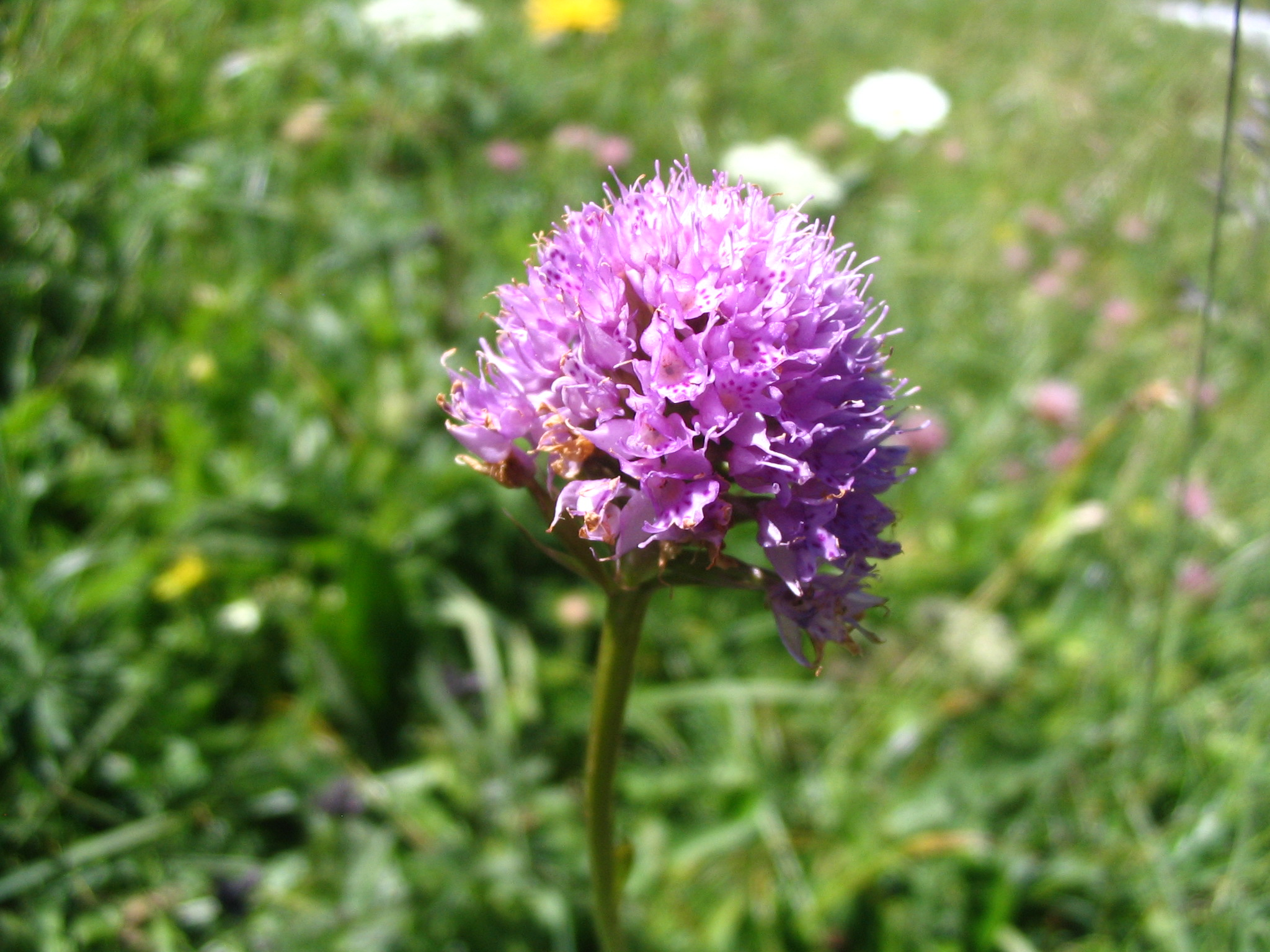
T. globosa
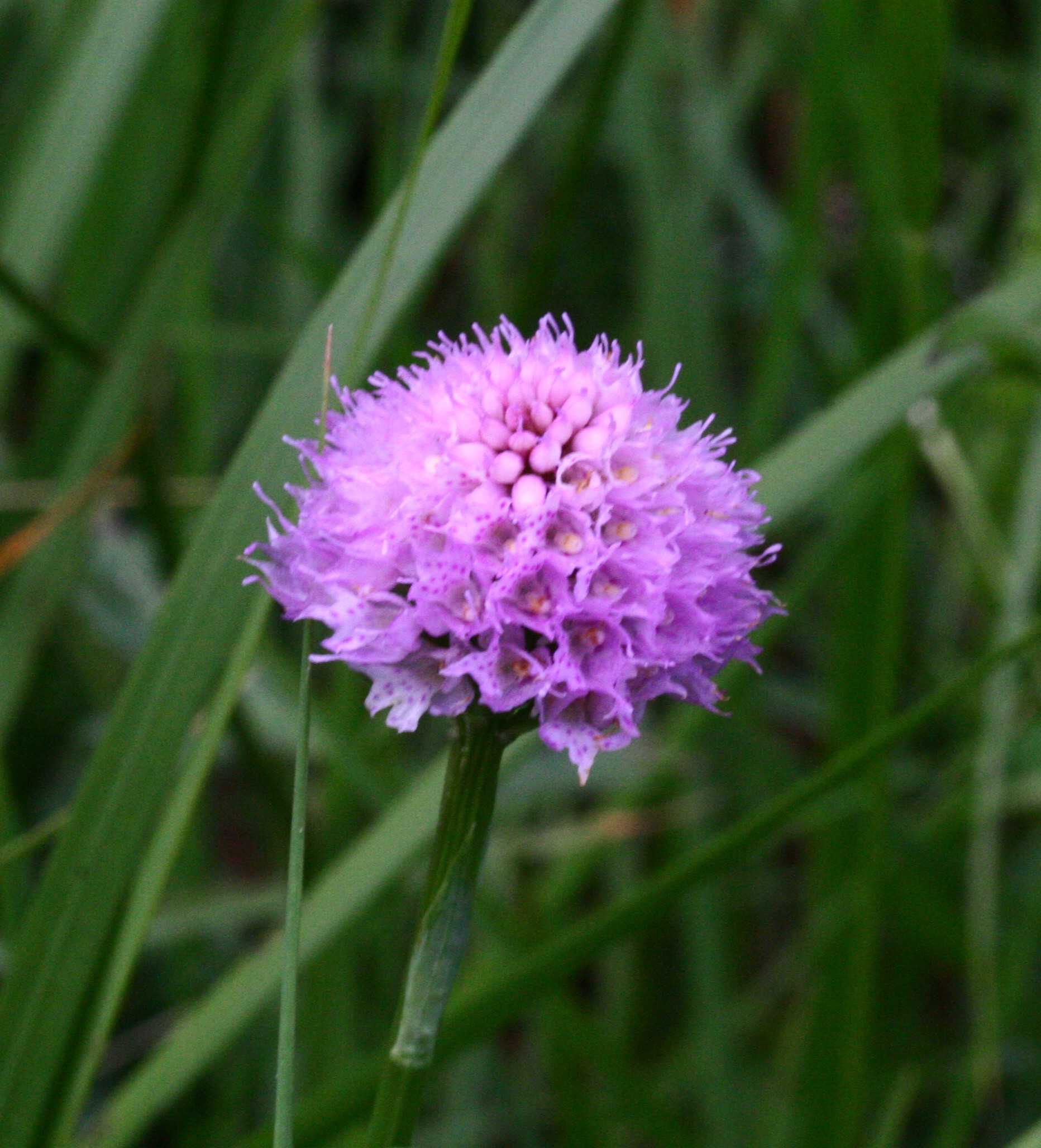
T. globosa
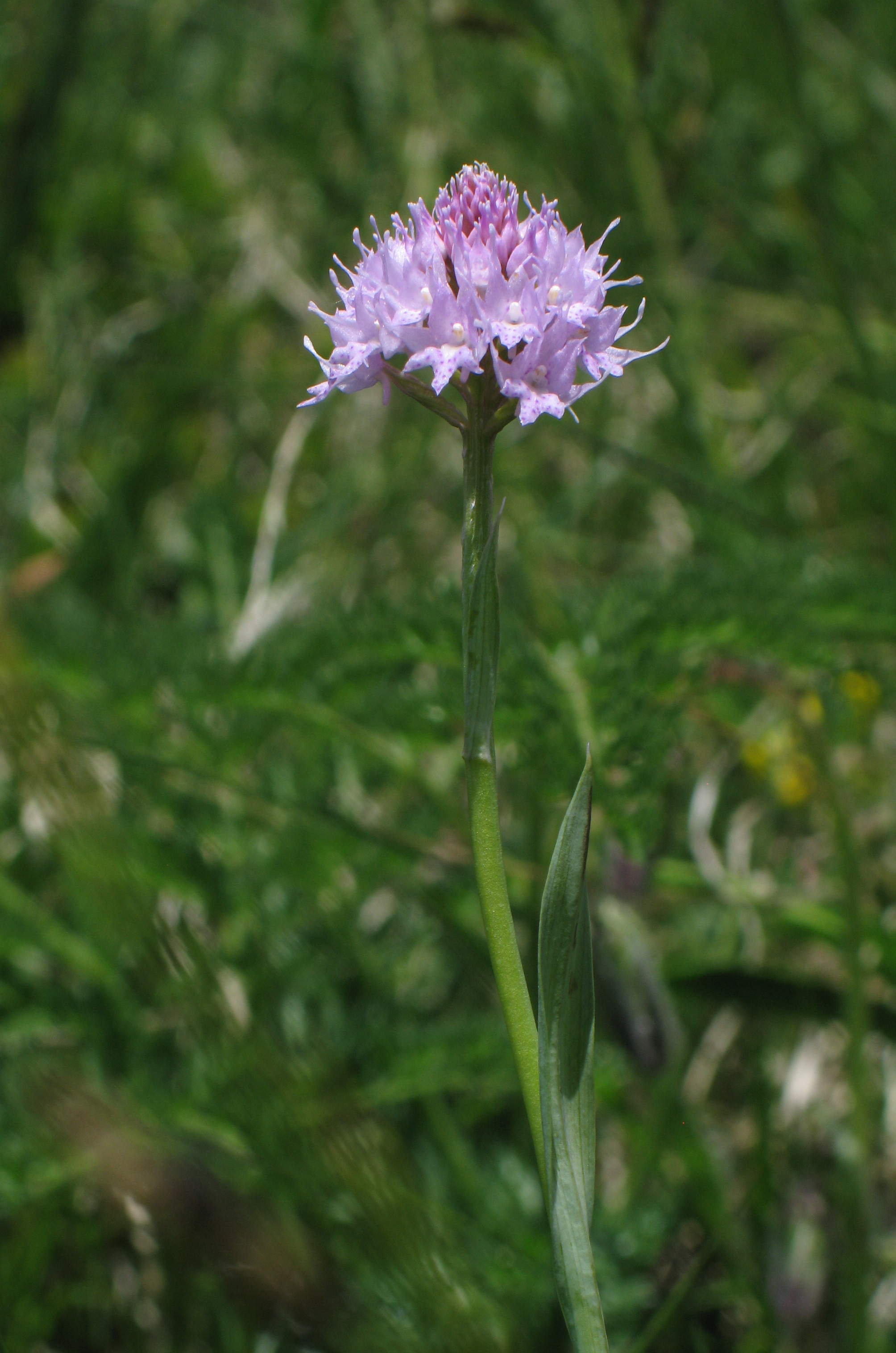
T. globosa
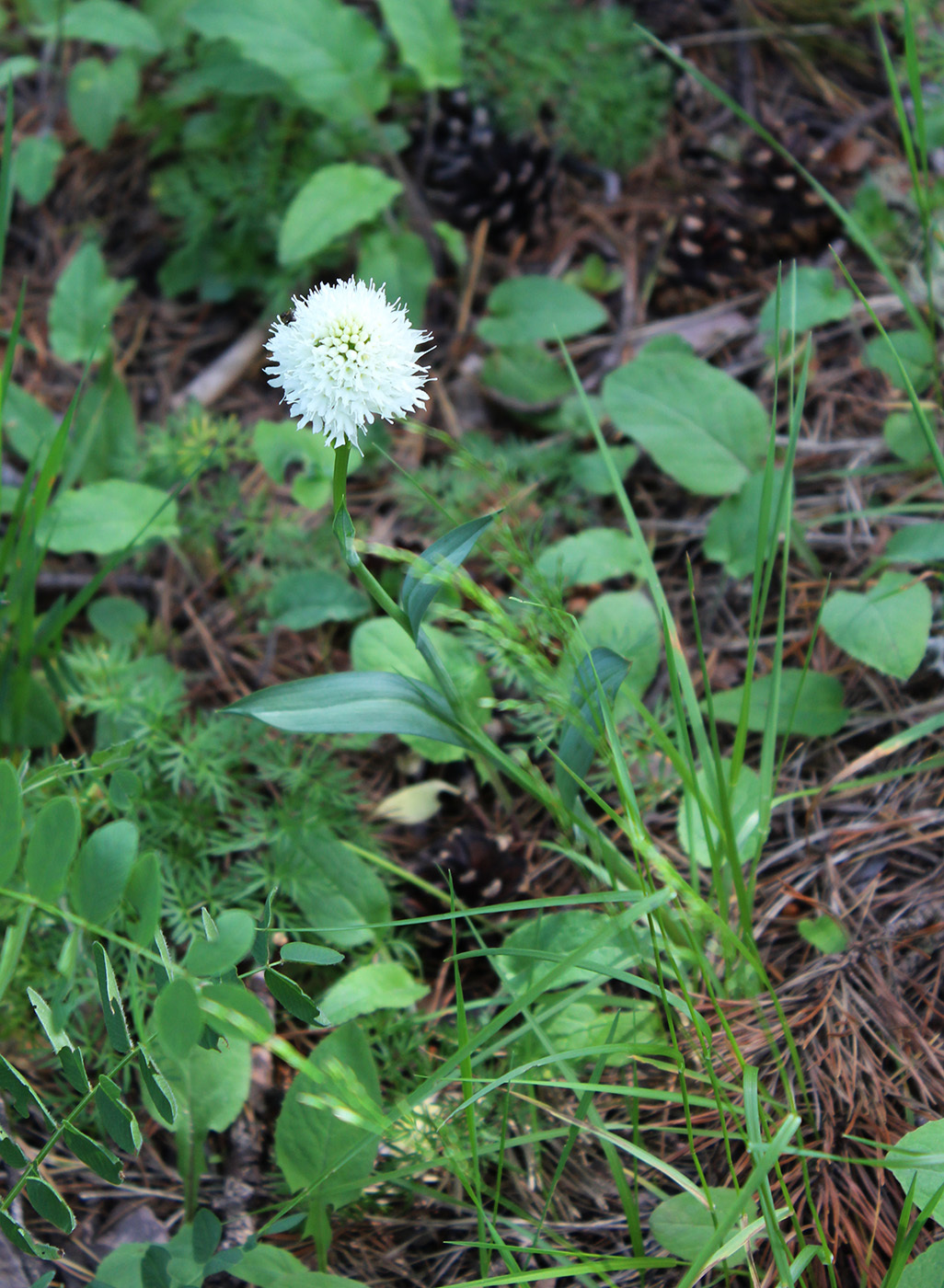
T. sphaerica